# Districtes de Mongòlia
Un sum (en mongol:сум, fletxa, de vegades escrit soum o de la forma russa com somon, o traduït com a districte) és el segon nivell de la divisió administrativa de Mongòlia. Els 21 aimags de Mongòlia es divideixen en 329 sums.
De mitjana, cadascun dels sums administra un territori de 4,200 km² amb uns 5.000 habitants, principalment ramaders nòmades.
Cadascun dels sums està subdividit en bags (de vegades escrit com baghs).
Moltes capitals dels sums tenen un nom diferent del seu sum. Però en la pràctica la capital del sum s'anomena sota el nom del seu sum fins al punt que el nom oficial de la capital del sum és desconegut pels mateixos habitants locals.

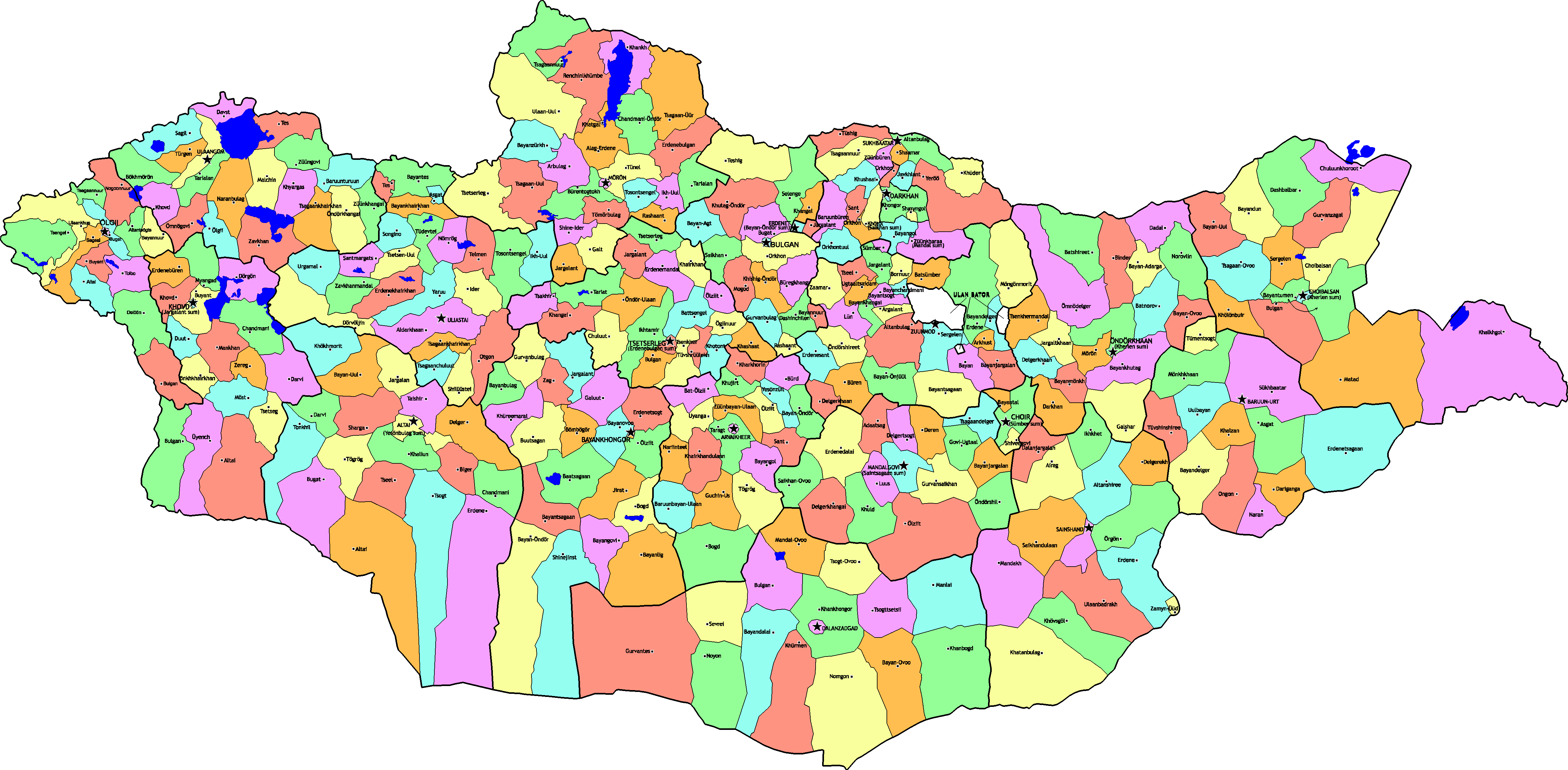
Mapa de sums de Mongòlia

## Aimag d'Arkhangai

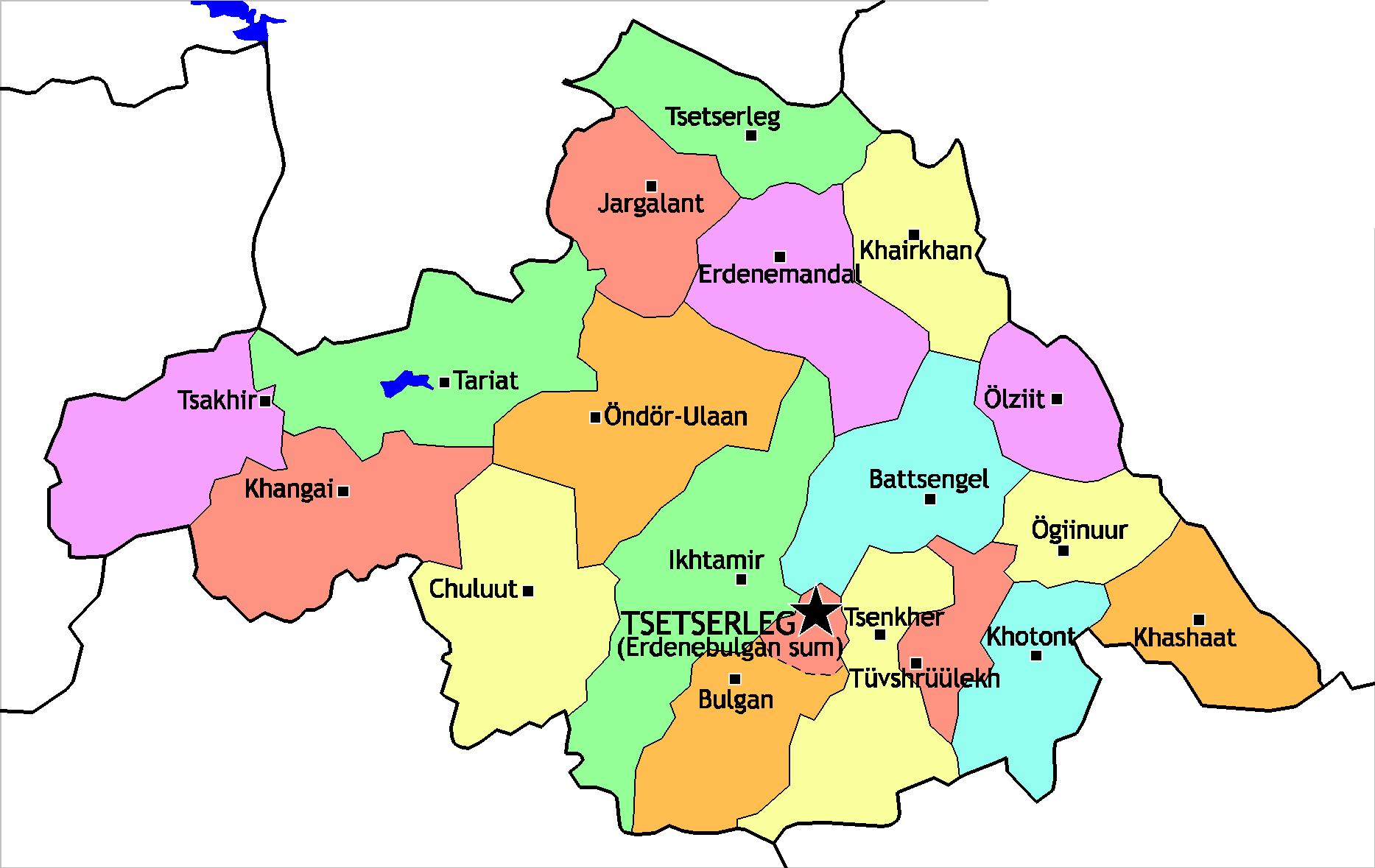
Sums d'Arkhangai

| - Battsengel - Bulgan - Chuluut - Erdenebulgan - Erdenemandal - Ikh-Tamir - Jargalant - Khangai - Khashaat - Khairkhan | - Khotont - Ögii nuur - Ölziit - Öndör-Ulaan - Tariat - Tsakhir - Tsenkher - Tsetserleg - Tüvshrüülekh |

## Província de Bayan-Ölgii

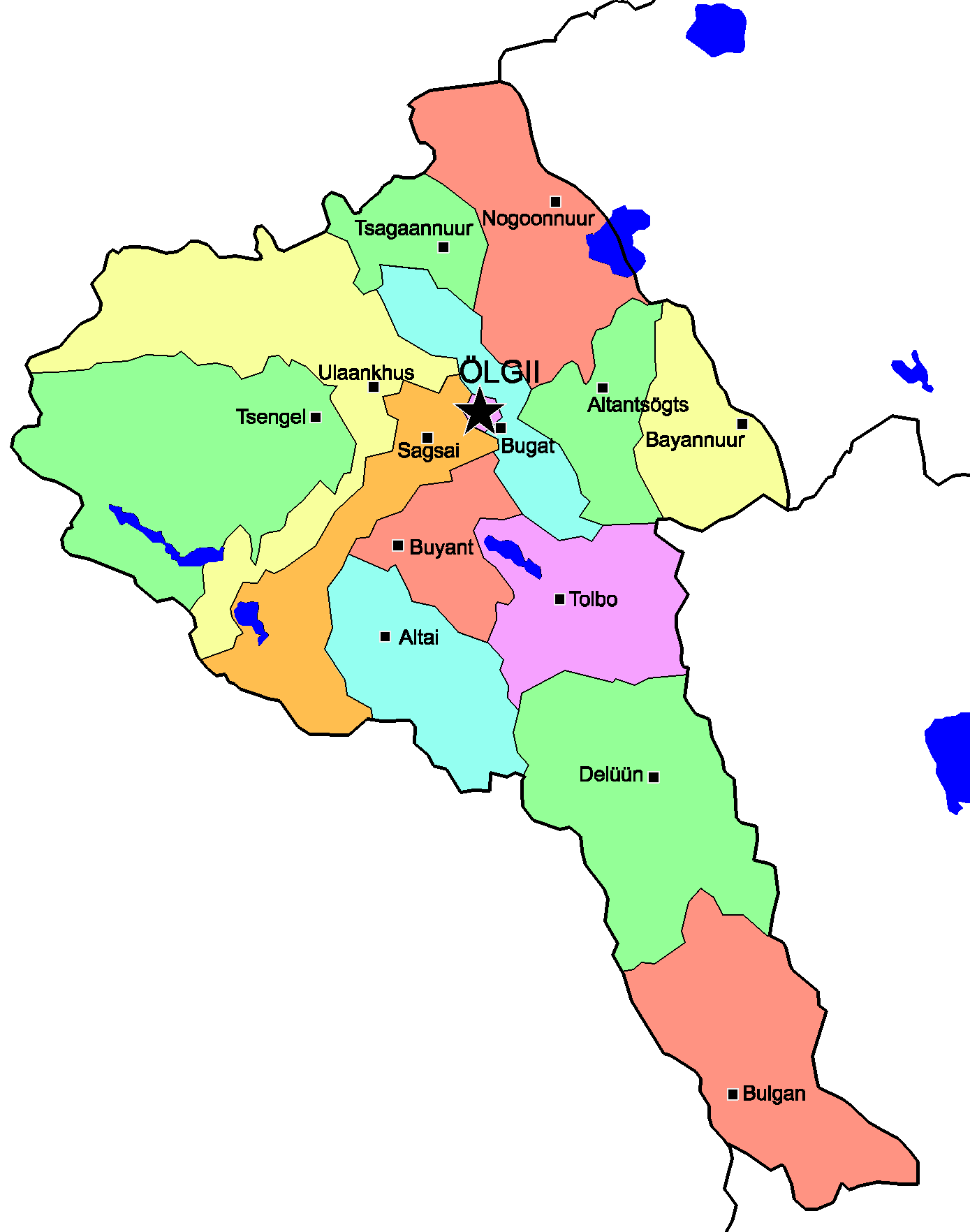
Sums de Bayan-Ölgii

| - Altantsögts - Altai - Bayannuur - Bugat - Bulgan - Buyant - Delüün | - Nogoonnuur - Ölgii - Sagsai - Tolbo - Tsagaannuur - Tsengel - Ulaankhus |

## Província de Baiankhongor

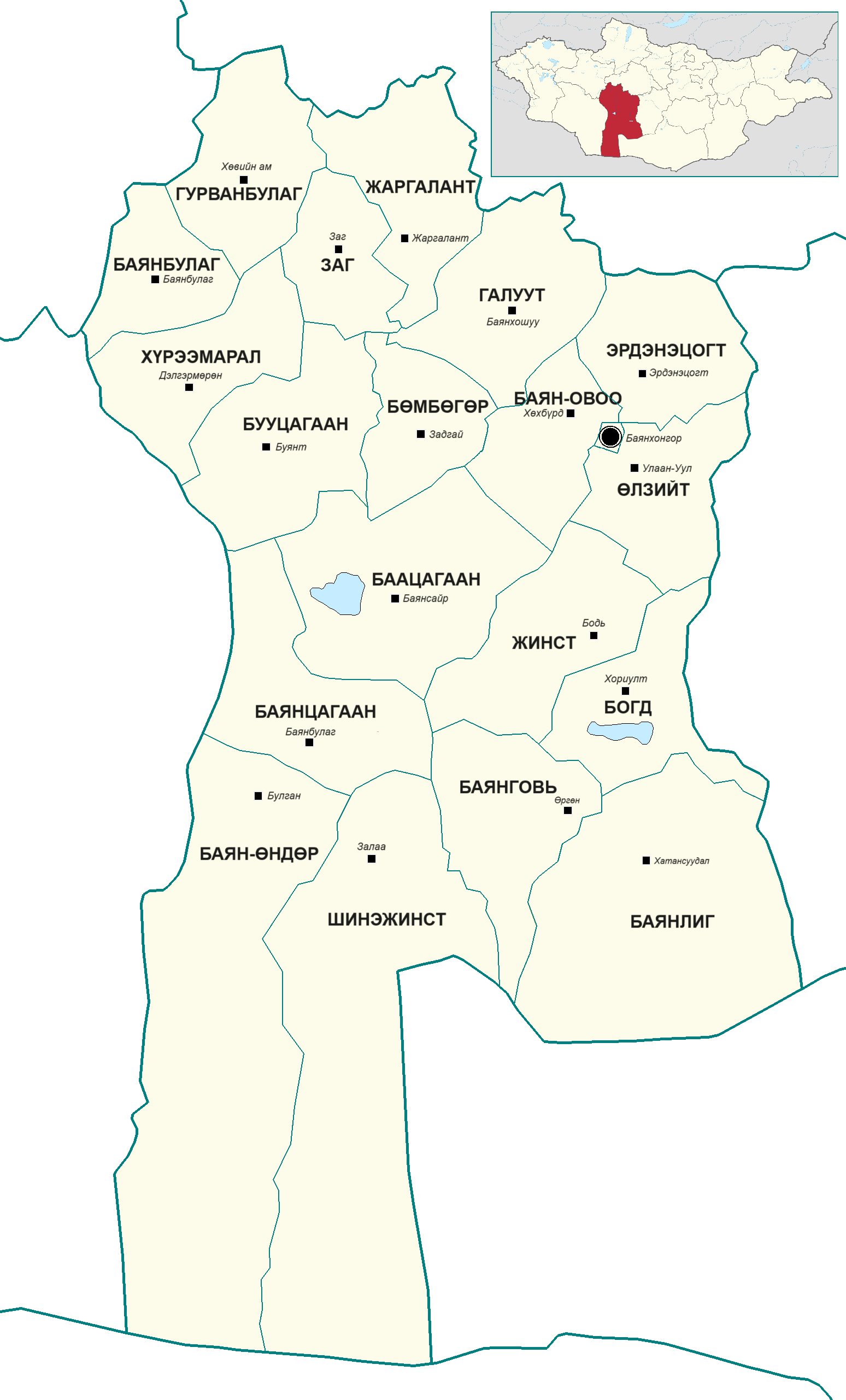
Sums de Bayankhongor

| - Baatsagaan - Bayan-Öndör - Bayan-Ovoo - Bayanbulag - Bayangovi - Bayanhongor - Bayanlig - Bayantsgaan - Bogd - Bömbögör | - Buutsagaan - Erdenetsogt - Galuut - Gurvanbulag - Khüreemaral - Jargalant - Jinst - Ölziit - Shinejinst - Zag |

## Província de Bulgan

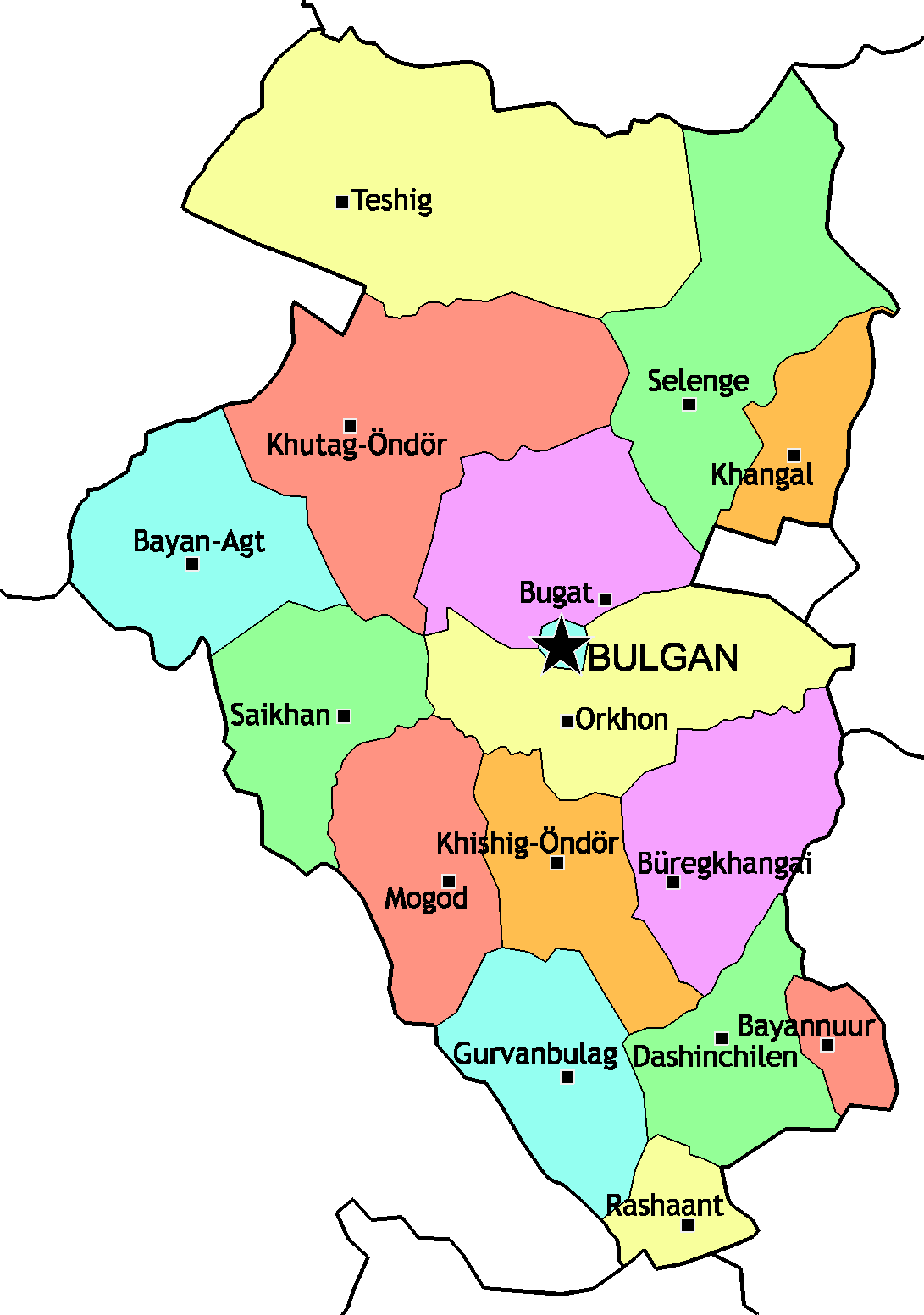
Sums de Bulgan

| - Bayan-Agt - Bayanuur - Bugat - Bulgan - Büregkhangai - Dashinchilen - Gurvanbulag - Khangal | - Khishig-Öndör - Khutag-Öndör - Mogod - Orkhon - Rashaant - Saikhan - Selenge - Teshig |

## Província de Darkhan-Uul

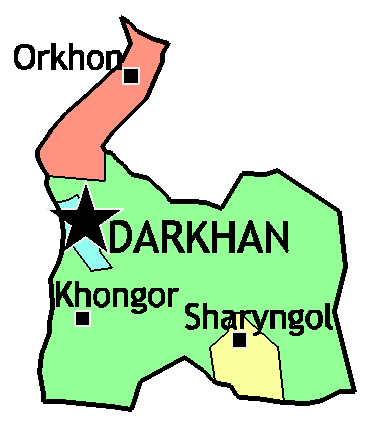
Sums de Darkhan-Uul

- Darkhan
- Khongor
- Orkhon
- Sharyngol

## Província de Dornod

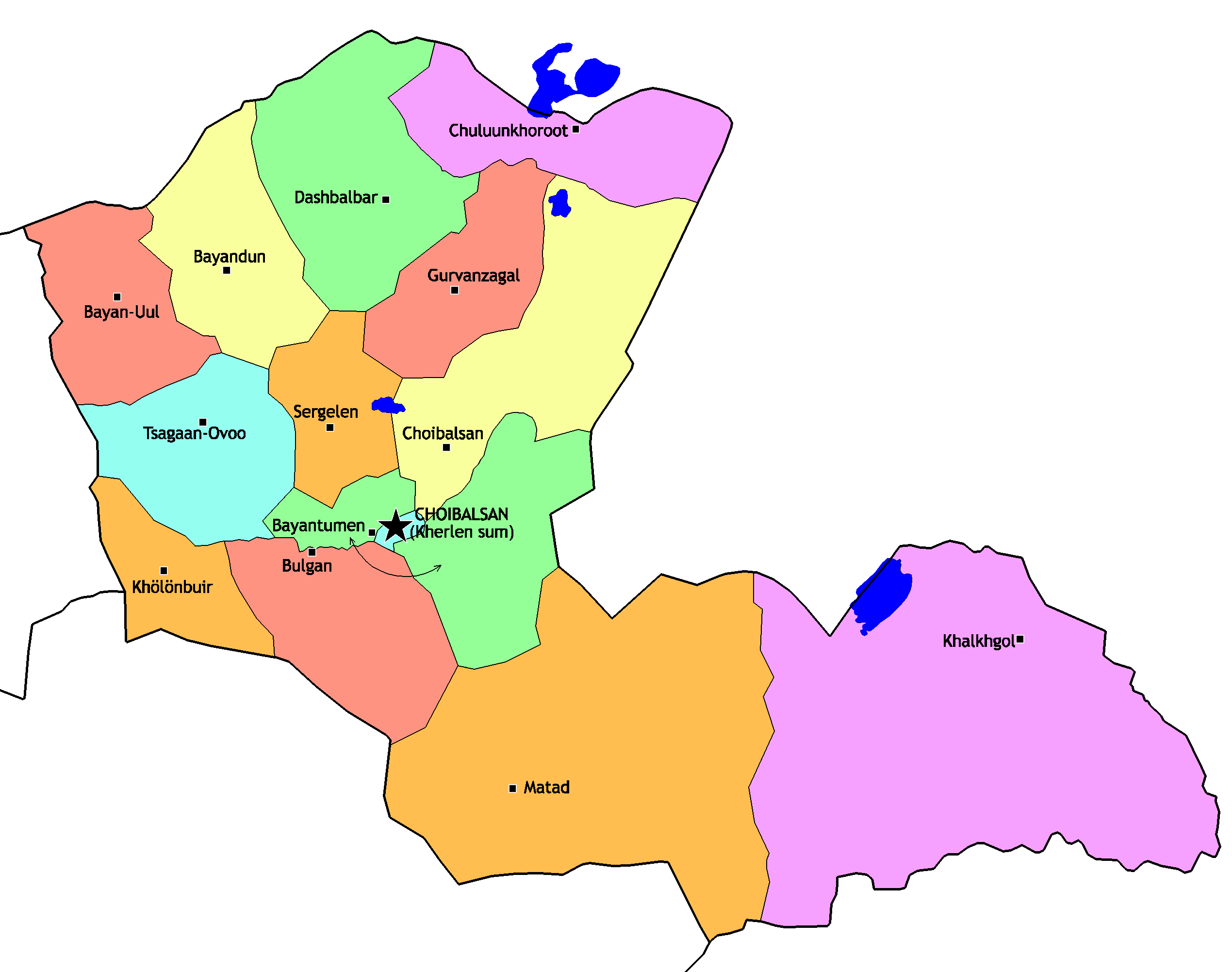
Sums de Dornod

| - Bayan-Uul - Bayandun - Bayantümen - Bulgan - Choibalsan (sum) - Chulunkhoroot - Dashbalbar | - Gurvanzagal - Khalkhgol - Kherlen - Khölönbuir - Matad - Sergelen - Tsagaan-Ovoo |

## Província de Dornogovi

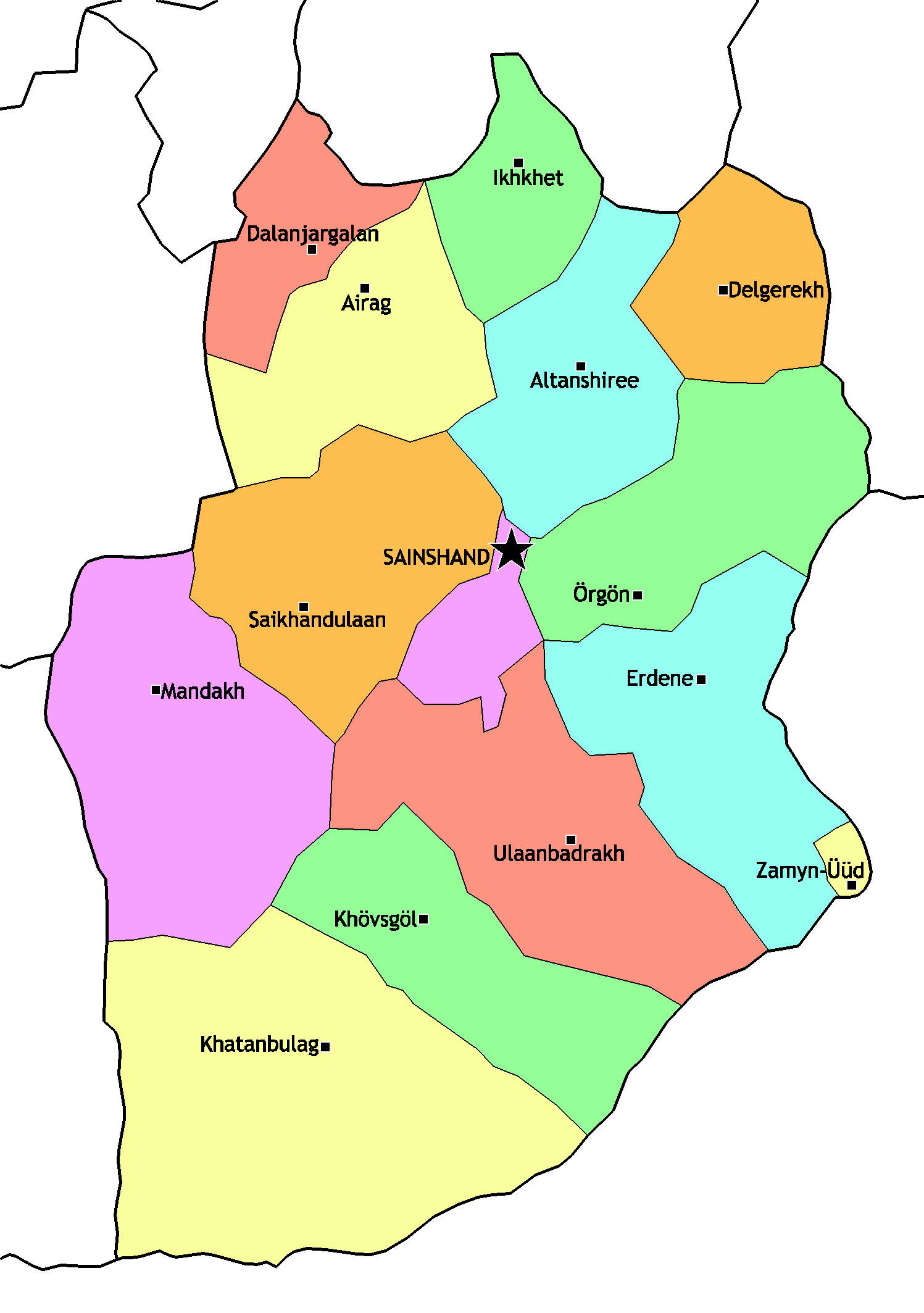
Sums de Dornogovi

| - Altanshiree - Airag - Dalanjargalan - Delgerekh - Erdene - Khatanbulag - Khövsgöl | - Ikhkhet - Mandakh - Örgön - Saikhandulaan - Sainshand - Ulaanbadrakh - Zamyn-Üüd |

## Província de Dundgovi

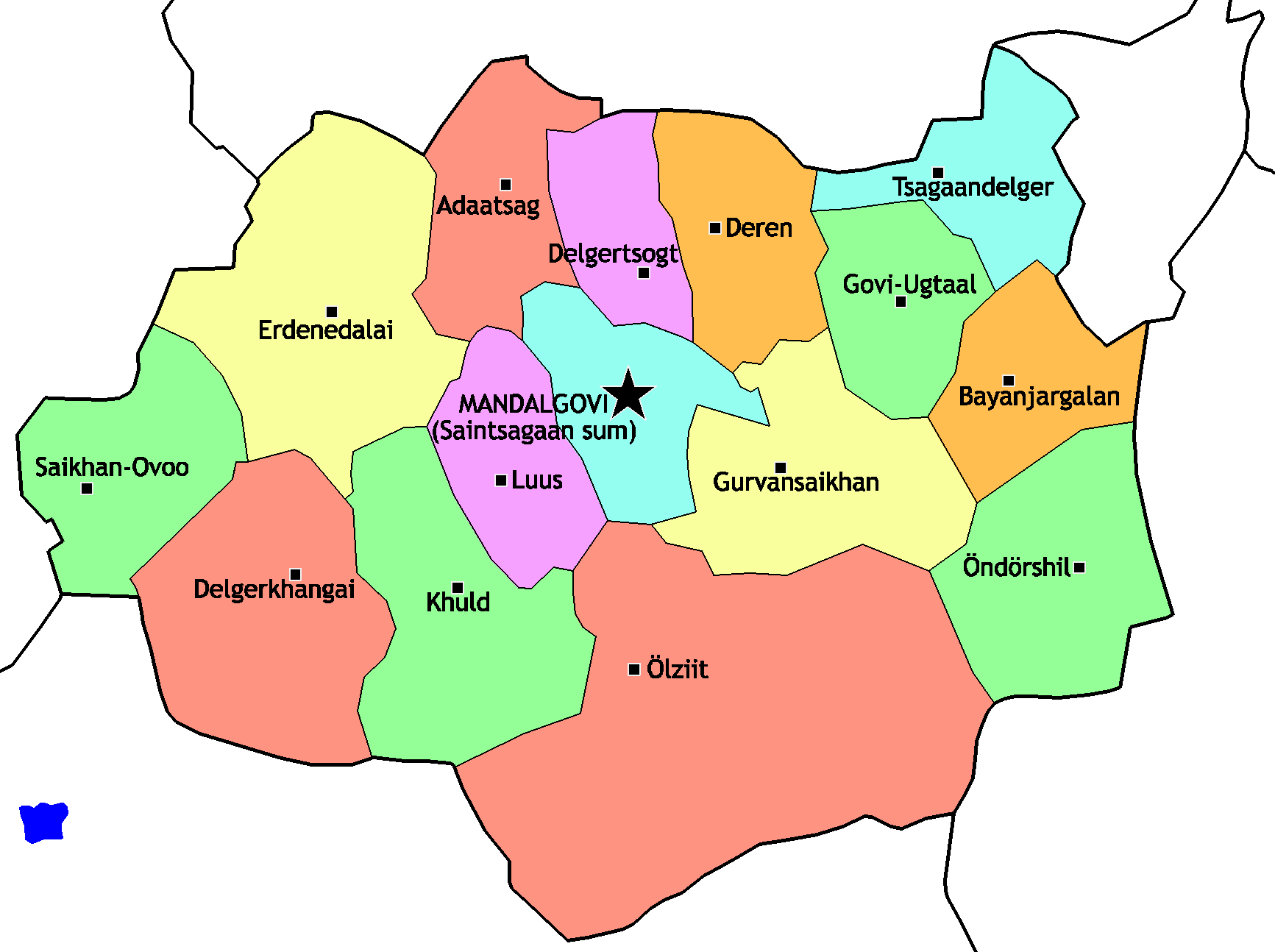
Sums de Dundgovi

| - Adaatsag - Bayanjargalan - Delgerkhangai - Delgertsogt - Deren - Erdenedalai - Govi-Ugtaal - Gurvansaikhan | - Khuld - Luus - Ölziit - Öndörshil - Saikhan-Ovoo - Saintsagaan - Tsagaandelger |

## Província de Govi-Altai

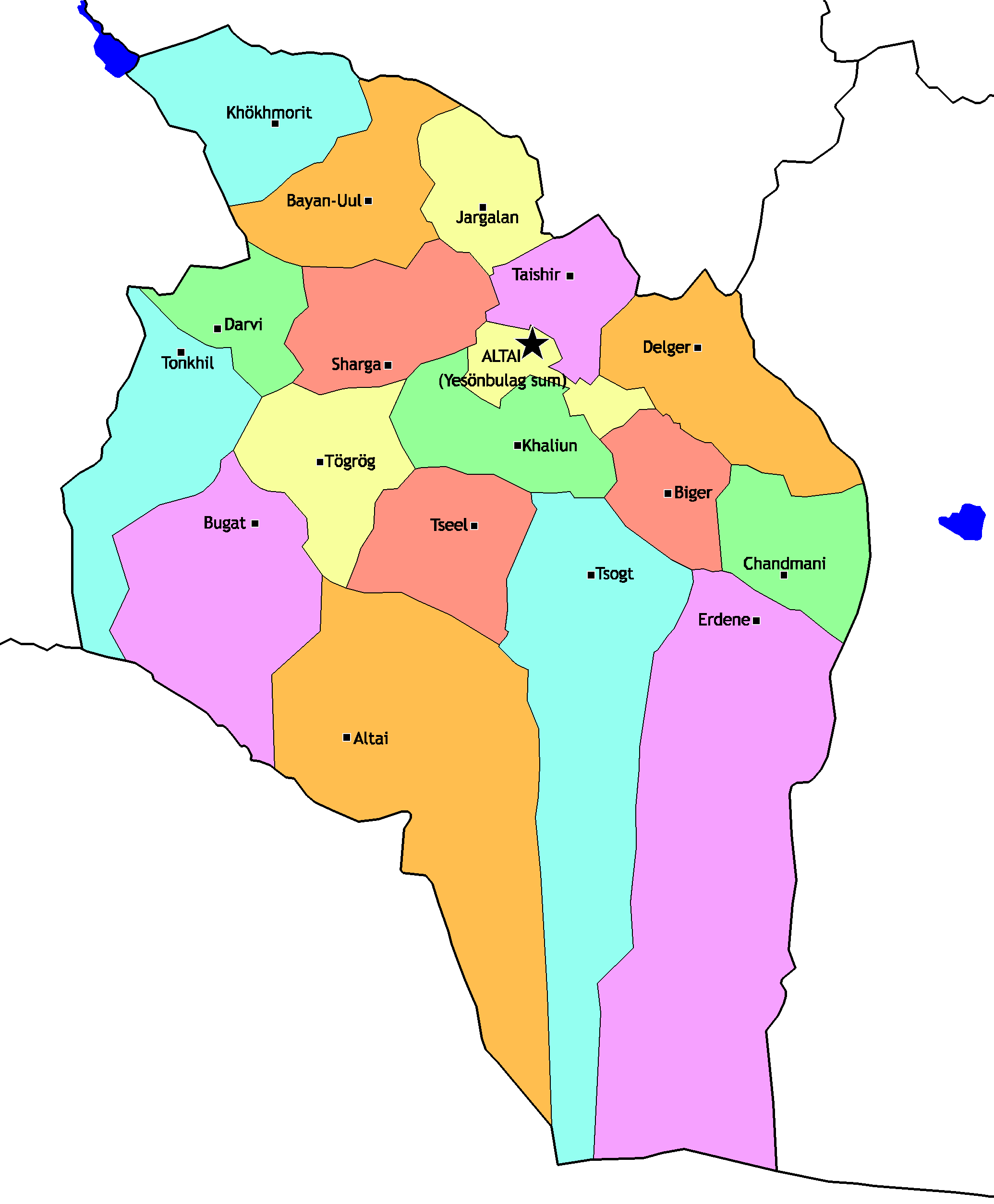
Sums de Govi-Altai

| - Altai - Bayan-Uul - Biger - Bugat - Chandmani - Darvi - Delger - Erdene - Khaliun | - Khökh morit - Jargalan - Sharga - Taishir - Tögrög - Tonkhil - Tseel - Tsogt - Yesönbulag |

## Província de Govisümber

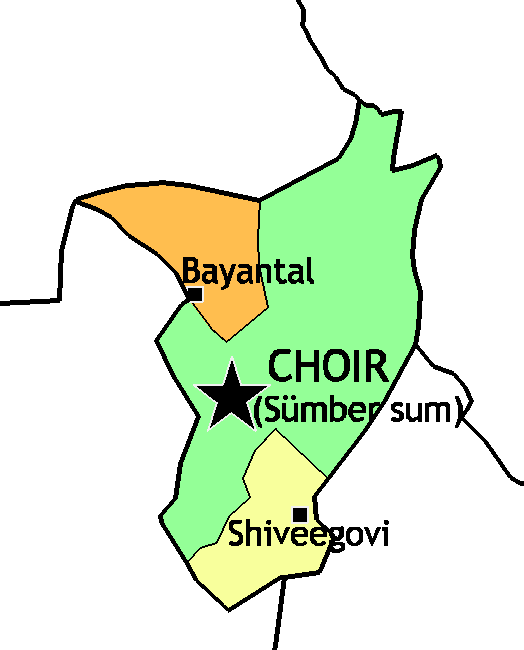
Sums de Govisümber

- Bayantal
- Shiveegovi
- Sümber

## Província de Khentii

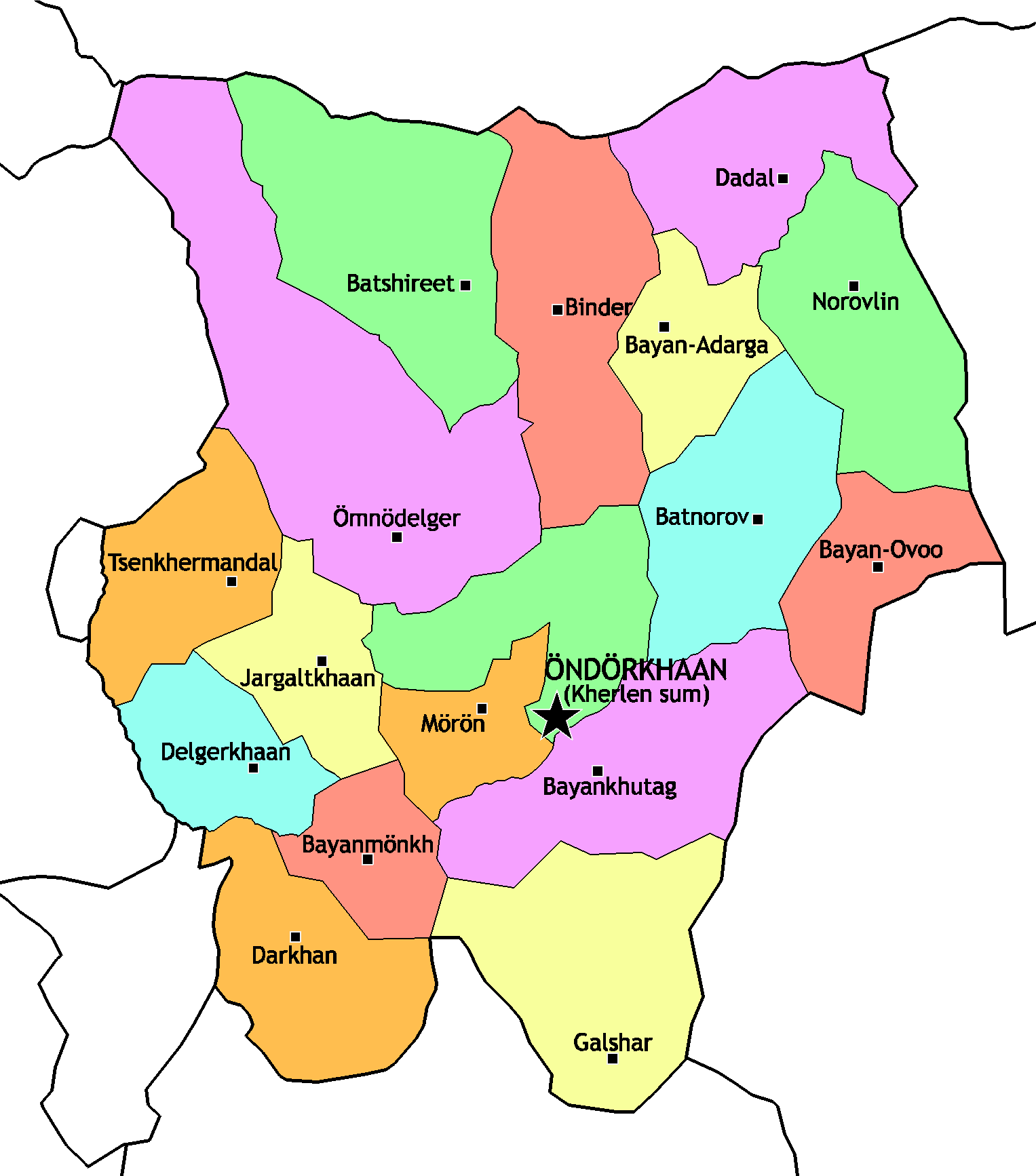
Sums de Khentii

| - Batnorov - Batshireet - Bayan-Adarga - Bayankhutag - Bayanmönkh - Bayan-Ovoo - Binder - Dadal | - Darkhan - Delgerkhaan - Galshar - Kherlen - Jargaltkhaan - Mörön - Norovlin - Ömöndelger - Tsenkhermandal |

## Província de Khovd

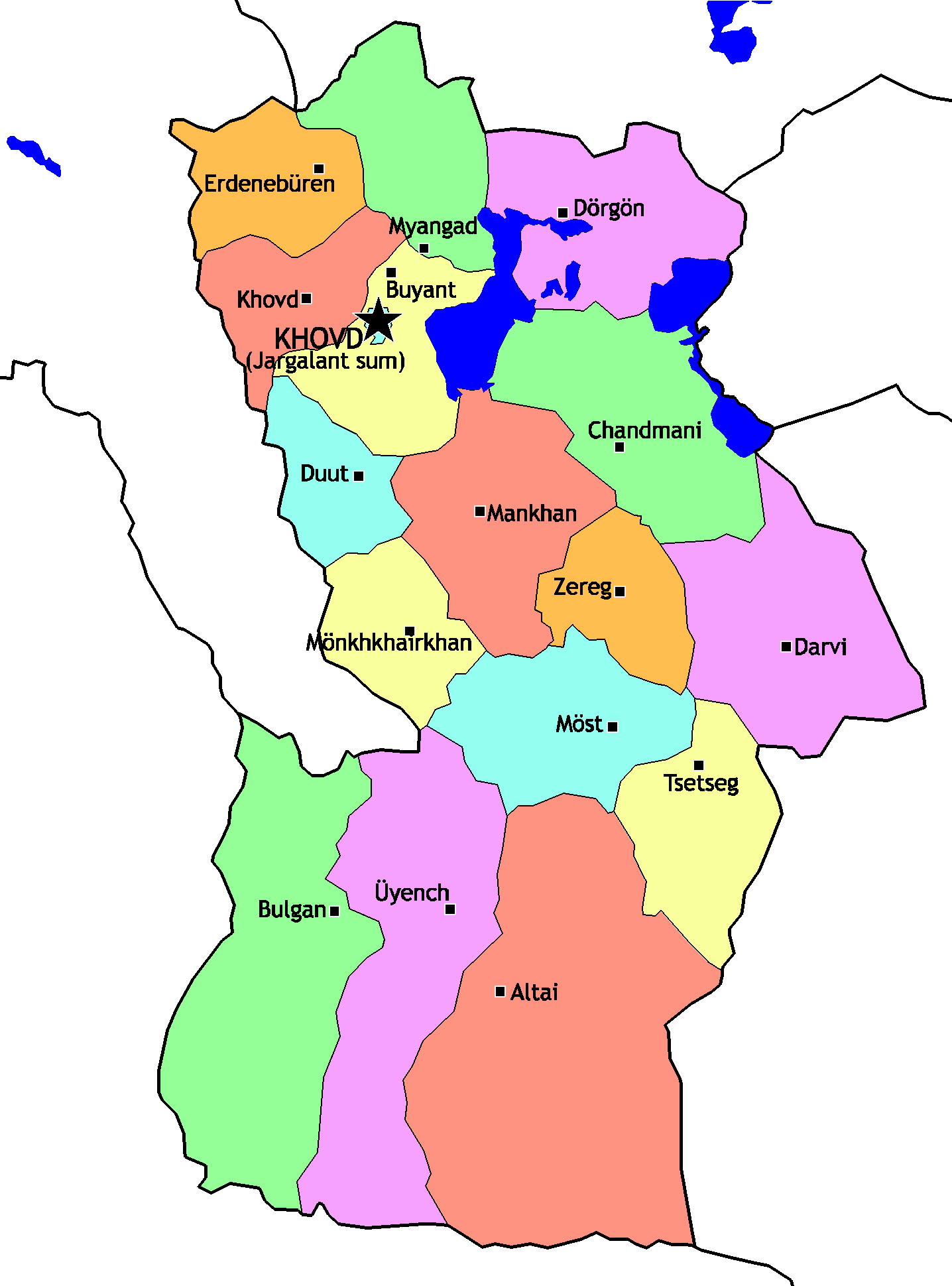
Sums de Khovd

| - Altai - Bulgan - Buyant - Chandmani - Darvi - Dörgön - Duut - Erdenebüren - Jargalant (Khovd city) | - Khovd (sum) - Mankhan - Mönkhkhairkhan - Möst - Myangad - Tsetseg - Üyench - Zereg |

## Província de Khövsgöl

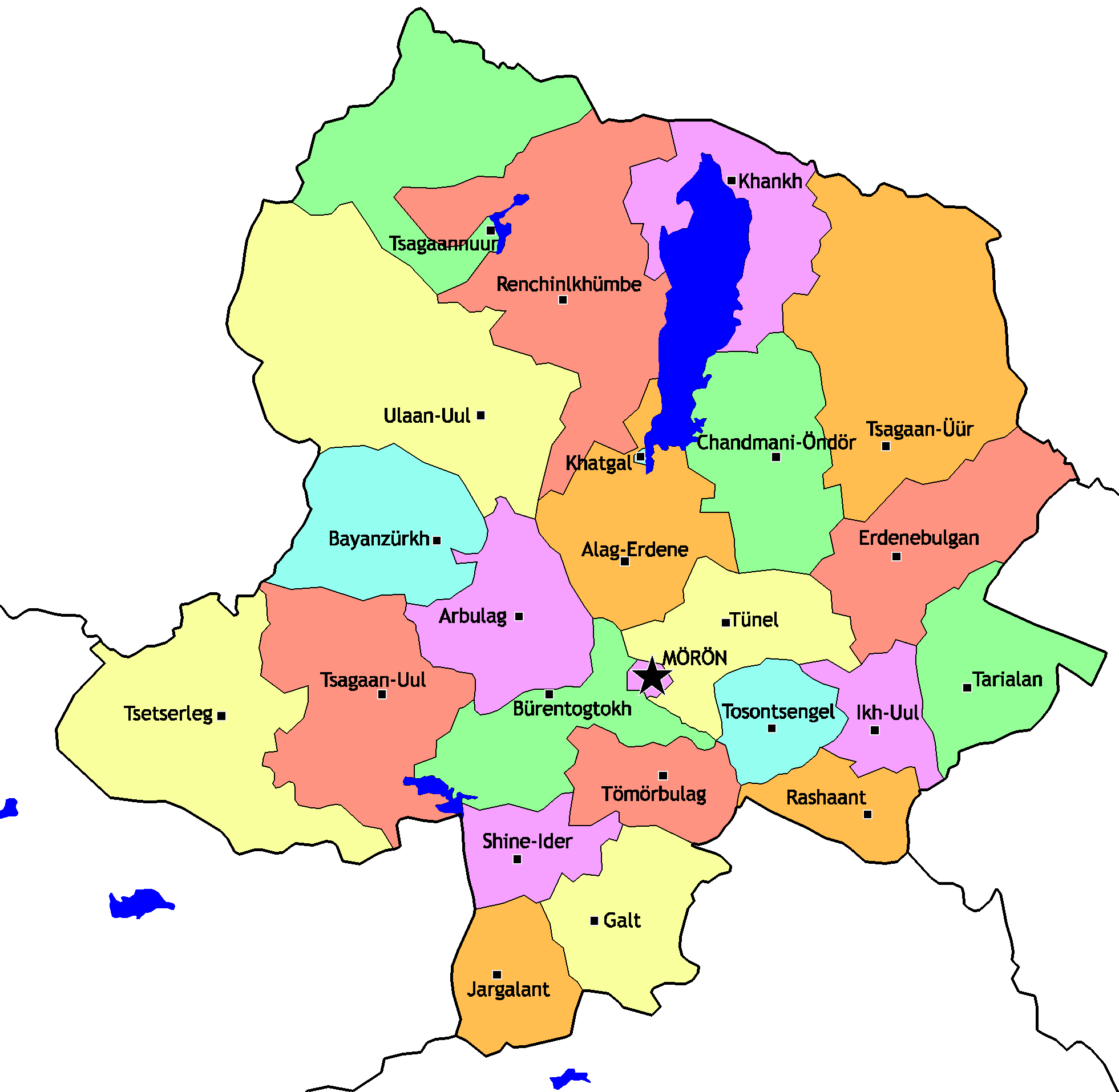
Sums de Khövsgöl

| - Alag-Erdene - Arbulag - Bayanzürkh - Bürentogtokh - Chandmani-Öndör - Erdenebulgan - Galt - Khankh - Khatgal - Ikh-Uul - Jargalant - Mörön | - Rashaant - Renchinlkhümbe - Shine-Ider - Tarialan - Tömörbulag - Tosontsengel - Tsagaan-Uul - Tsagaannuur - Tsagaan-Üür - Tsetserleg - Tünel - Ulaan-Uul |

## Província d'Ömnögovi

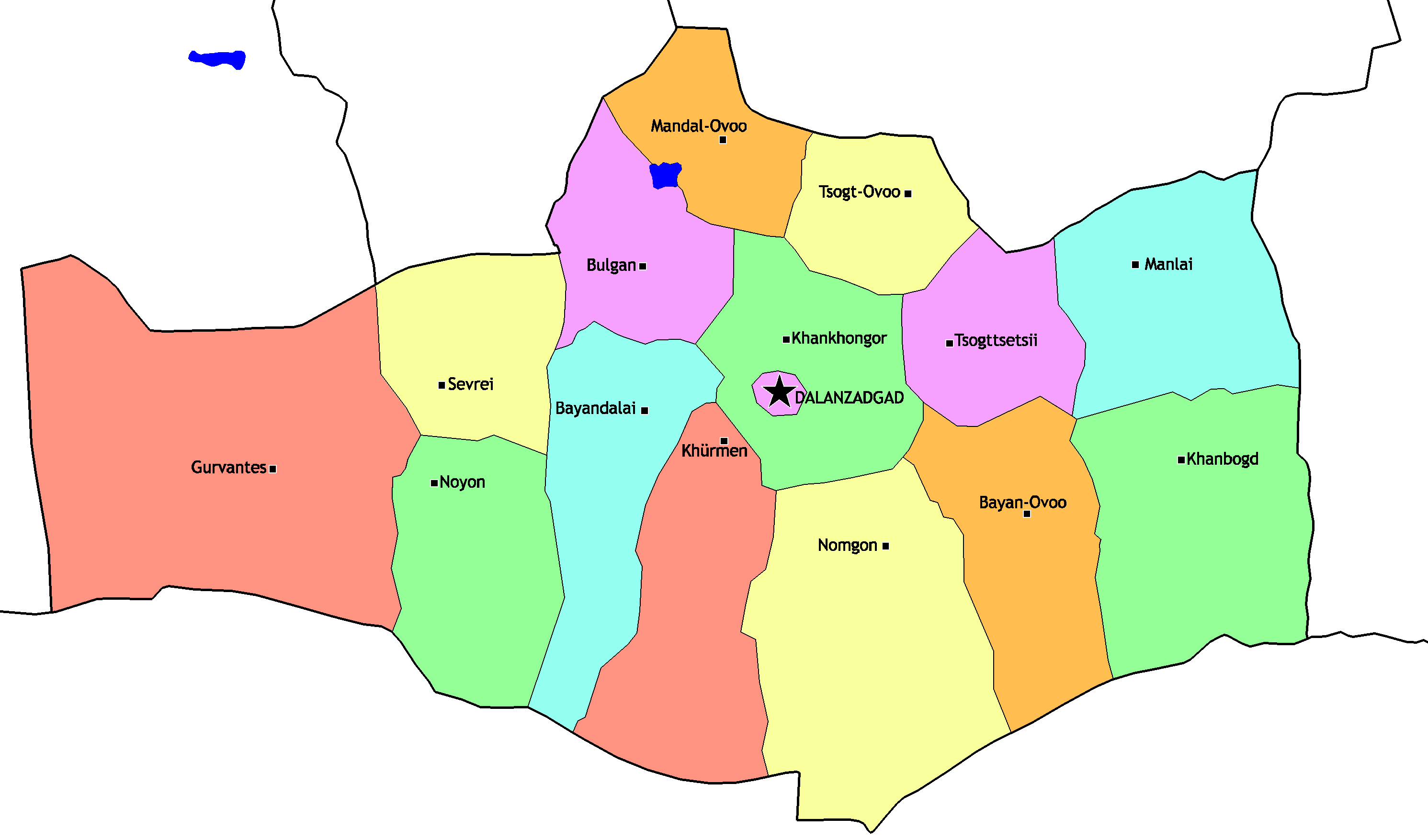
Sums d'Ömnögovi

| - Bayan-Ovoo - Bayandalai - Bulgan - Dalanzadgad - Gurvan tes - Khanbogd - Khan khongor | - Khürmen - Mandal-Ovoo - Manlai - Nomgon - Noyon - Sevrei - Tsogt-Ovoo - Tsogttsetsii |

## Província d'Orkhon

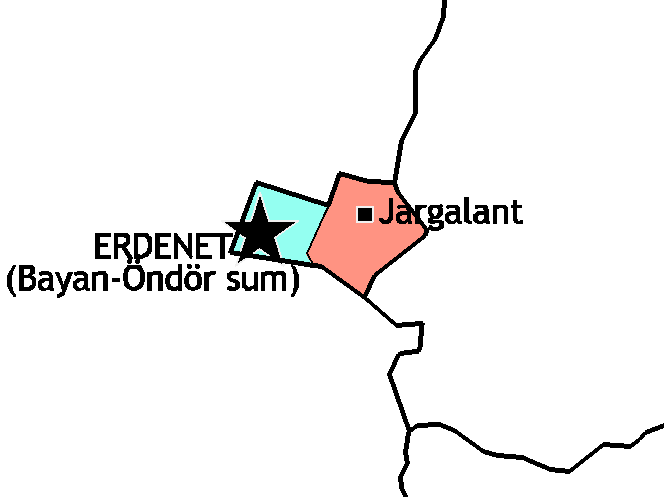
Sums d'Orkhon

- Bayan-Öndör
- Jargalant

## Província d'Övörkhangai

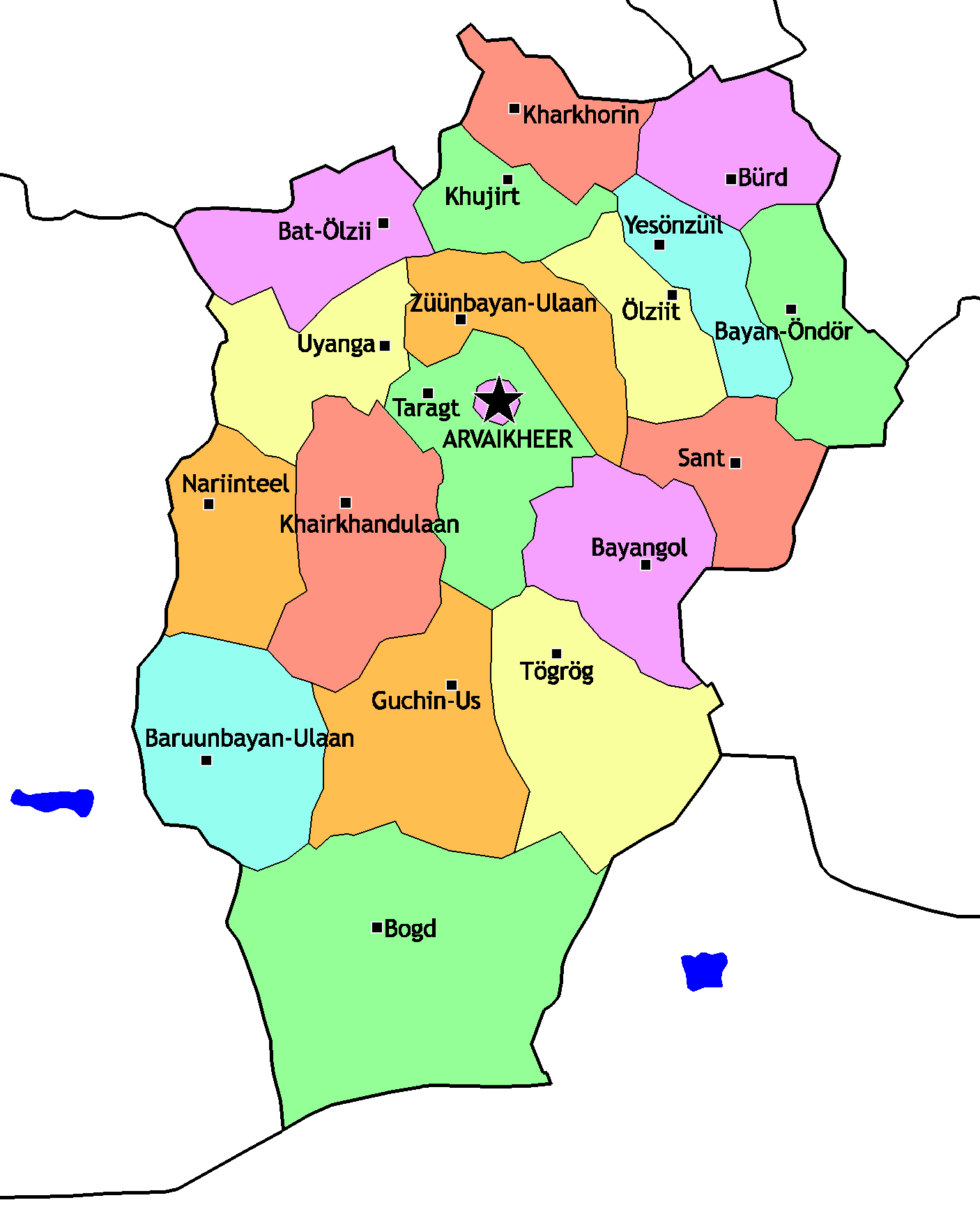
Sums d'Övörkhangai

| - Arvaikheer - Baruun Bayan-Ulaan - Bat-Ölzii - Bayan-Öndör - Bayangol - Bogd - Bürd - Guchin-Us - Kharkhorin - Khairkhandulaan | - Khujirt - Nariinteel - Ölziit - Sant - Taragt - Tögrög - Uyanga - Yesönzüil - Züünbayan-Ulaan |

## Província de Selenge

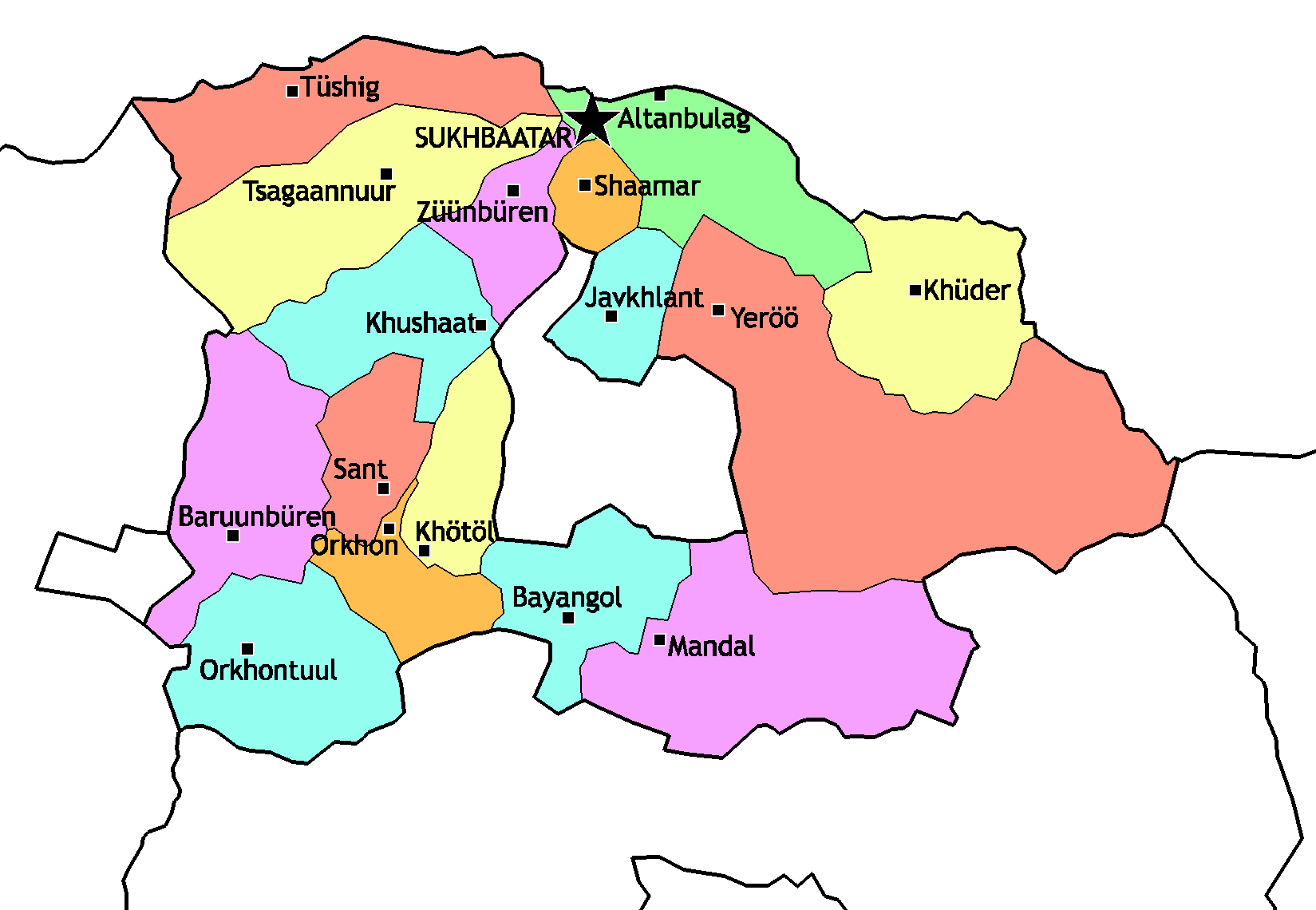
Sums de Selenge

| - Altanbulag - Baruunbüren - Bayangol - Javkhlant - Khüder - Khushaat - Mandal - Orkhon - Orkhontuul | - Sant - Saikhan - Shaamar - Sükhbaatar - Tsagaannuur - Tüshig - Yeröö - Züünbüren |

## Província de Sükhbaatar

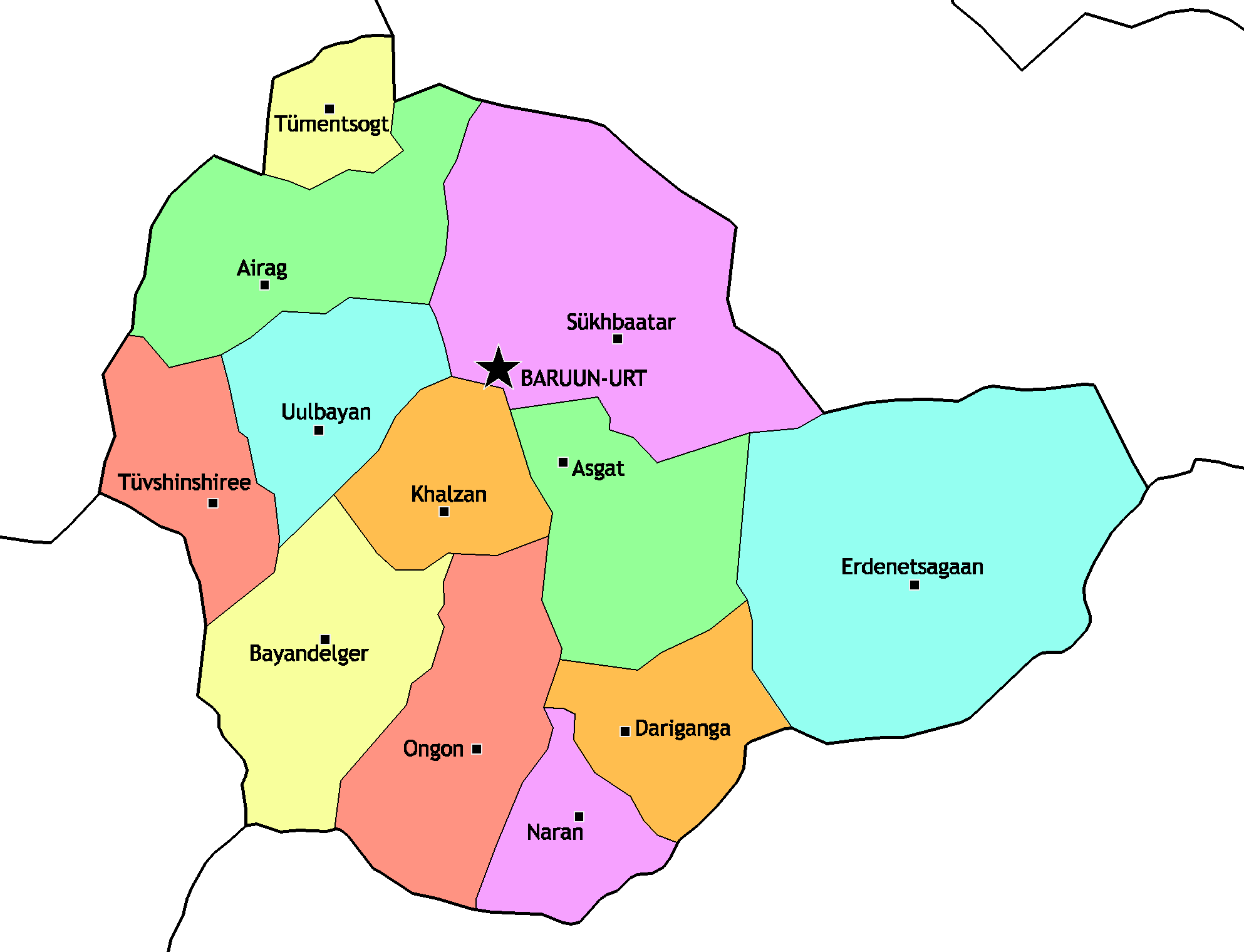
Sums de Sükhbaatar

| - Asgat - Baruun-Urt - Bayandelger - Dariganga - Erdenetsagaan - Khalzan - Mönkhkhaan | - Naran - Ongon - Sükhbaatar - Tüvshinshiree - Tümentsogt - Uulbayan |

## Província de Töv

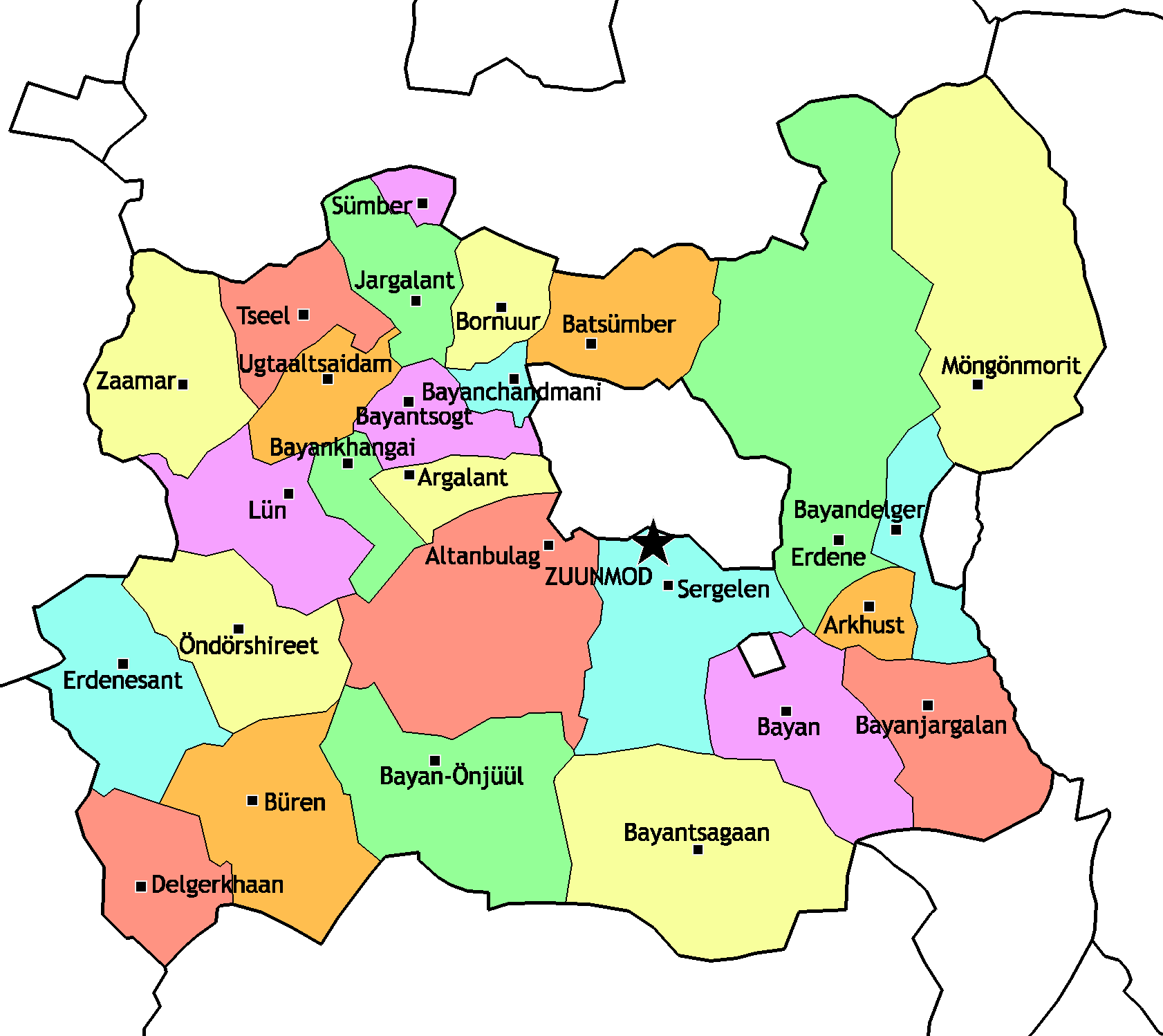
Sums de Töv

| - Altanbulag - Argalant - Arkhust - Batsümber - Bayan - Bayan-Önjüül - Bayanchandmani - Bayandelger - Bayanjargalan - Bayankhangai - Bayantsagaan - Bayantsogt - Bornuur - Büren | - Delgerkhaan - Erdene - Erdenesant - Jargalant - Lün - Möngönmort - Öndörshireet - Sergelen - Sümber - Tseel - Ugtaal - Zaamar - Zuunmod |

## Província d'Uvs

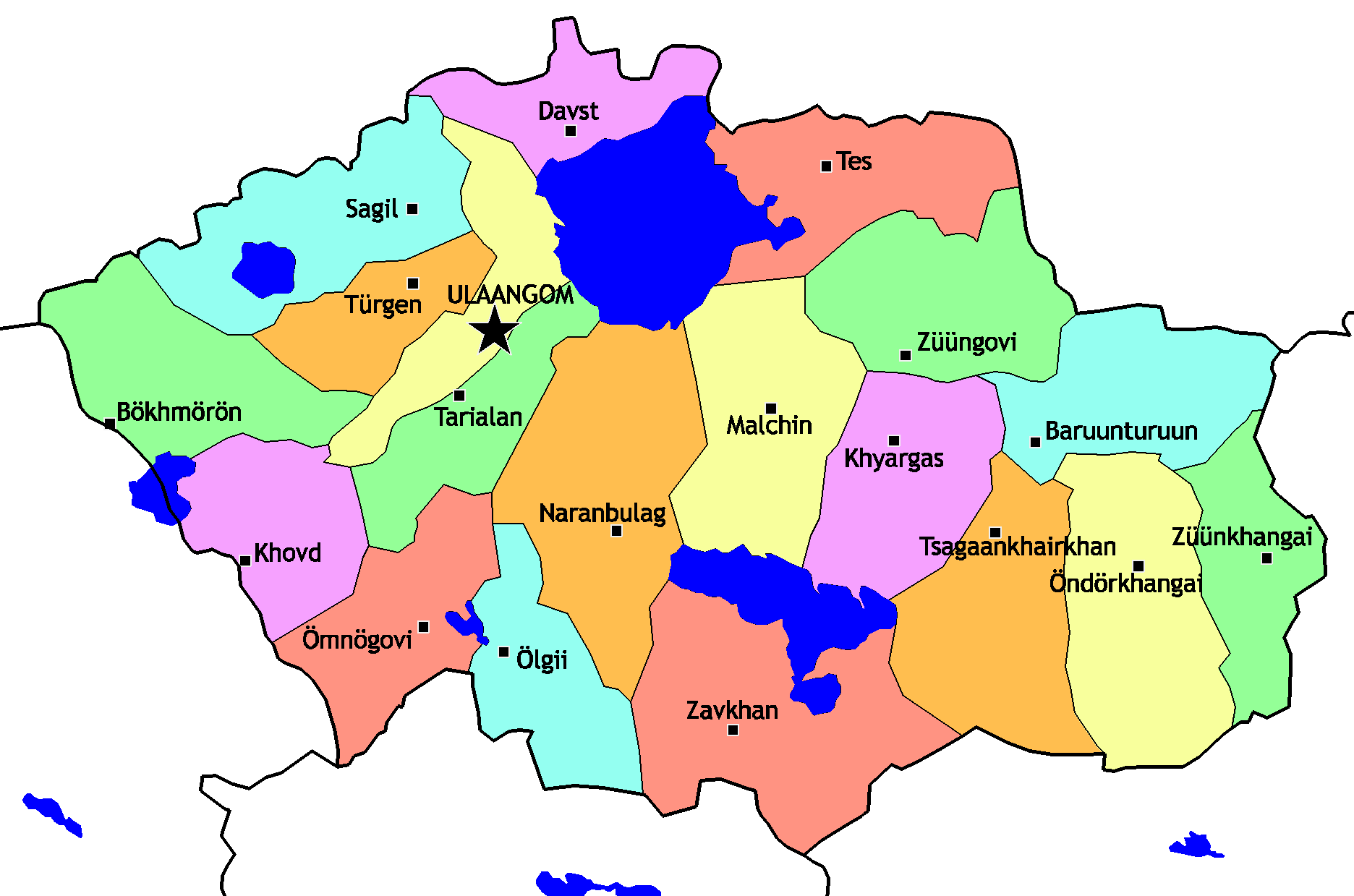
Sums d'Uvs

| - Baruunturuun - Böhmörön - Davst - Hovd - Hyargas - Malchin - Naranbulag - Ölgiy - Ömnögovi - Öndörhangay | - Sagil - Tarialan - Tes - Tsagaankhairkhan - Türgen - Ulaangom - Zavhan - Züüngovi - Züünhangay |

## Província de Zavkhan

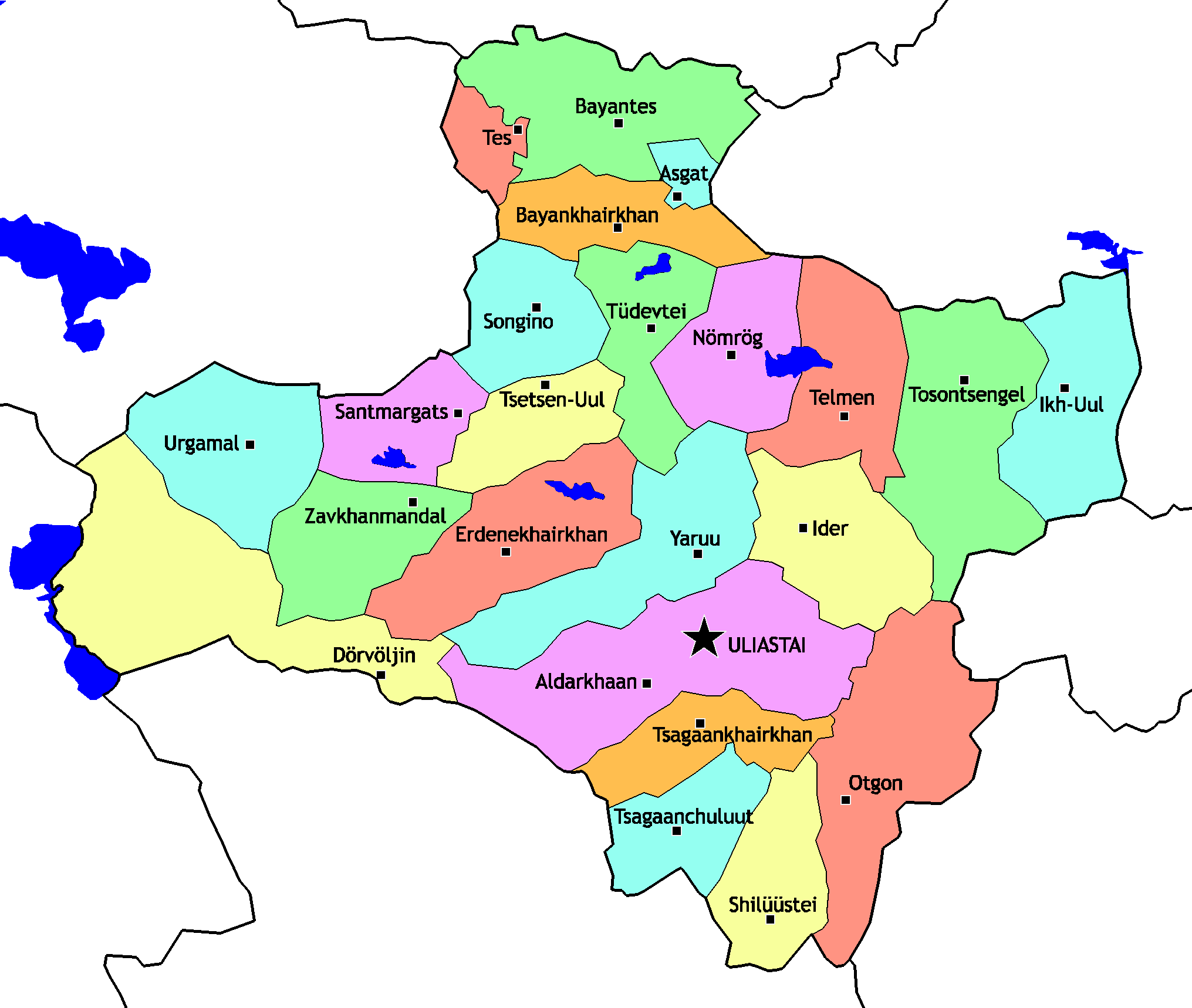
Sums de Zavkhan

| - Aldarkhaan - Asgat - Bayankhairkhan - Bayantes - Dörvöljin - Erdenekhairkhan - Ider - Ikh-Uul - Nömrög - Otgon - Santmargats - Shilüüstei | - Songino - Telmen - Tes - Tosontsengel - Tsagaanchuluut - Tsagaankhairkhan - Tsetsen-Uul - Tüdevtei - Uliastai - Urgamal - Yaruu - Zavkhanmandal |